# Hartsville (Tennessee)
Hartsville – miasto w Stanach Zjednoczonych, w stanie Tennessee, w hrabstwie Trousdale. Według danych z 2000 roku miasto miało 2395 mieszkańców.